# Ensar Hajder
Ensar Hajder (ur. 27 czerwca 1991 w Tuzli) – bośniacki pływak, olimpijczyk, niemiecki lekarz.
Na igrzyskach olimpijskich 2012 brał udział w konkurencji 200 metrów stylem zmiennym, gdzie zajął 36. miejsce w eliminacjach.